# Химическая промышленность Украины
Химическая промышленность Украины — комплекс отраслей промышленности Украины, который обеспечивает все отрасли хозяйства страны химическими технологическими материалами и производит товары массового потребления. 
Это одна из важнейших составляющих хозяйства Украины, она влияет на:
1. научно-технический прогресс других отраслей,
2. способен создавать новые материалы,
3. производит товары народного потребления.

## Структура
- Горно-химическая
- Основная химия
  - Сернокислотная
  - Содовая
  - Производство удобрений
- Химия органического синтеза
  - нефтехимия
  - производство полимеров

## Сырьевая база
- каменный уголь Донецкого и Львовско-Волынского бассейнов,
- нефть бассейнов Украины,
- каменная соль и калийная соль,
- фосфориты, сера, мел и известняки.

## География

### Горно-химическая
Предприятия этой отрасли сосредоточены в районах добычи минеральных ресурсов. Серу добывают в Новом Роздоле, Немирове (Львовская область), поваренную соль — в Славянске, Бахмуте (Донецкая область), калийную соль — в Калуше (Ивано-Франковская область), Стебнике (Львовская область).

### Производства удобрений
Производство азотных удобрений размещено в районах дислокации коксохимических заводов (Северодонецк, Каменское, Запорожье, Горловка), в районах добычи газа и вблизи газопроводов (Ровно, Черкассы, Одесса). Фосфорные удобрения производят на основе импортного сырья в районах с/х производства (Одесса, Винница), а также в местах производства серной кислоты (Константиновка, Сумы) и в центрах развитой металлургии (Мариуполь). Производство серной кислоты находится в районах её потребления (Северодонецк, Константиновка, Сумы, Ровно, Новый Роздол и Каменское). Содовое производство размещено в районах добычи поваренной соли (Славянск, Лисичанск).

### Коксохимия
Коксохими́ческая промы́шленность (англ. by-product coke industry, укр. Коксохімі́чна промисло́вість) — важное звено цепочки уголь—кокс—металл. Сырьём для коксохимической промышленности является коксующийся уголь, широко добываемый в Донецкой и Луганской областях. Побочные продукты производства кокса, в том числе фенол, широко используются на предприятиях химической промышленности.

### Органического синтеза
Центры органического синтеза — Северодонецк, Лисичанск, Горловка, Запорожье, Каменское. Производство полимеров базируется на использовании продуктов нефтеперерабатывающей, газовой и коксохимической отраслей (Донецк, Северодонецк, Запорожье, Луцк — производство синтетических смол и пластмасс, Киев, Чернигов и Черкассы, Житомир — производство искусственных и синтетических волокон и нитей). Изготовление синтетических клеевых материалов осуществляется на опытных производствах при научных институтах Киев и Днепр, также развивается производство клея в Харькове. 
Основные центры лакокрасочной промышленности — Днепр, Львов, Одесса, Харьков, Нежин, Коростень, Борислав, Рубежное.
Всё больших оборотов набирает производство моющих средств и химико-фармацептика. Эти отрасли зависят от научных институтов. Центры отраслей — Северодонецк, Донецк, Днепр, Киев, Запорожье, Одесса, Лубны, Умань, Львов, Тернополь, Лисичанск и Рубежное.

## Крупные предприятия отрасли
- ЧАО «Северодонецкое объединение Азот» (флагман )
- Концерн «Стирол»
- Кременчугский НПЗ
- Лисичанский НПЗ
- Херсонский НПЗ
- Одесский припортовый завод
- ОАО «АК „Свема“»
- Авдеевский коксохимический завод
- Алчевский коксохимический завод
- ПАО «АрселорМиттал Кривой Рог» (бывшая ОАО «Криворожсталь»)
- Маркохим в составе «Азовсталь»
- Запорожкокс
- «ДнепрАзот»
- ОАО «Черниговское химволокно»
- Сумыхимпром
- нвк антаорктика
- Черкасский химический комбинат «Азот»
- «Ривнеазот»
- Карпатнефтехим (Калуш) является одним из крупнейших на Украине предприятий по производству химической и нефтехимической продукции. [1]

На сегодняшний день крупнейшим производителем химической продукции является химический холдинг OSTCHEM, входящий в Group DF Дмитрия Фирташа, включает 4 химических предприятия на территории Украины (Черкасский химический комбинат «Азот», Концерн «Стирол», Северодонецкое объединение Азот и ПАО «Ривнеазот»), а также и другие предприятия по всему миру.